# St. Peter und Paul (Landshut)

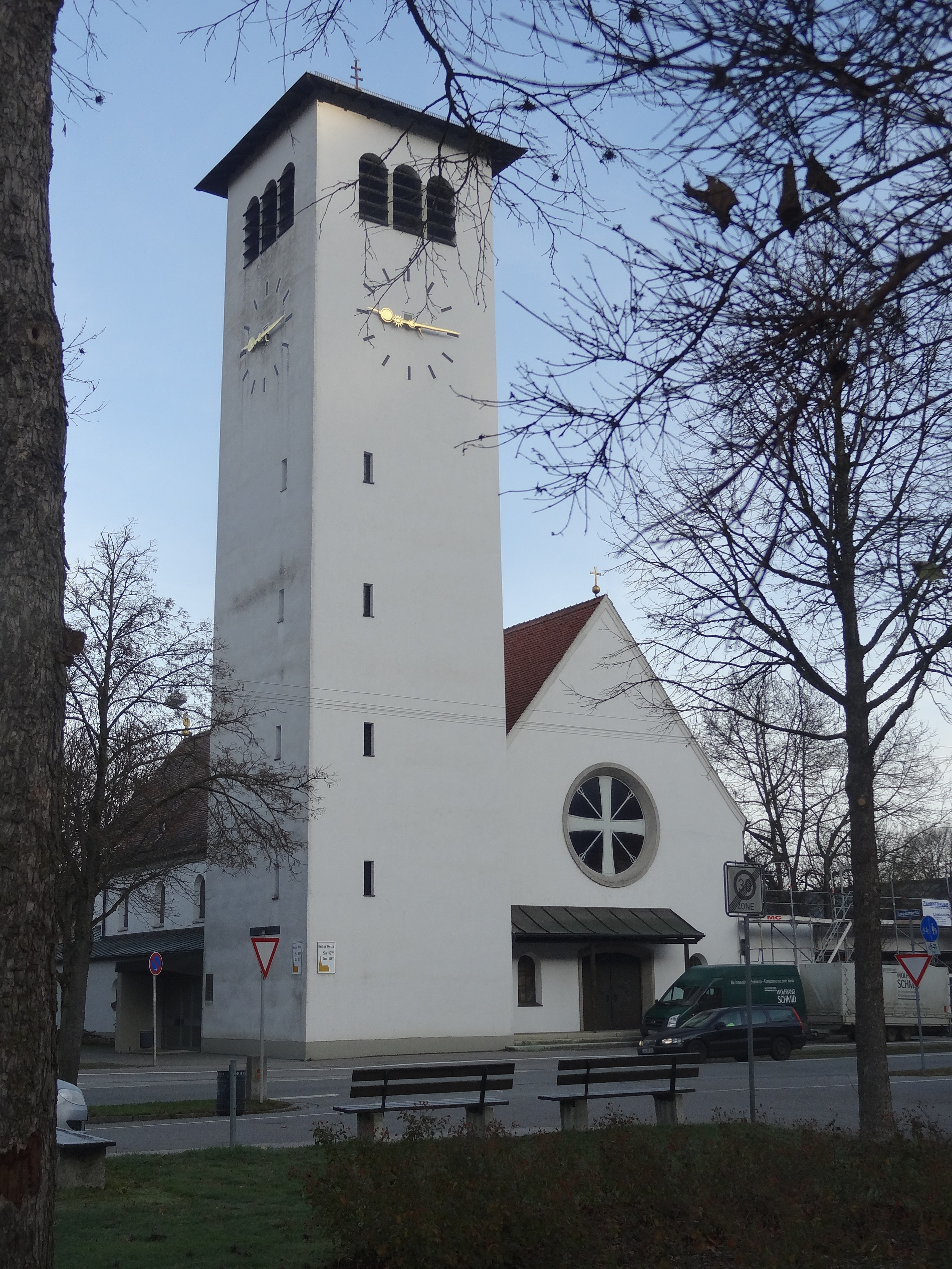
Außenansicht der Pfarrkirche St. Peter und Paul von Süden

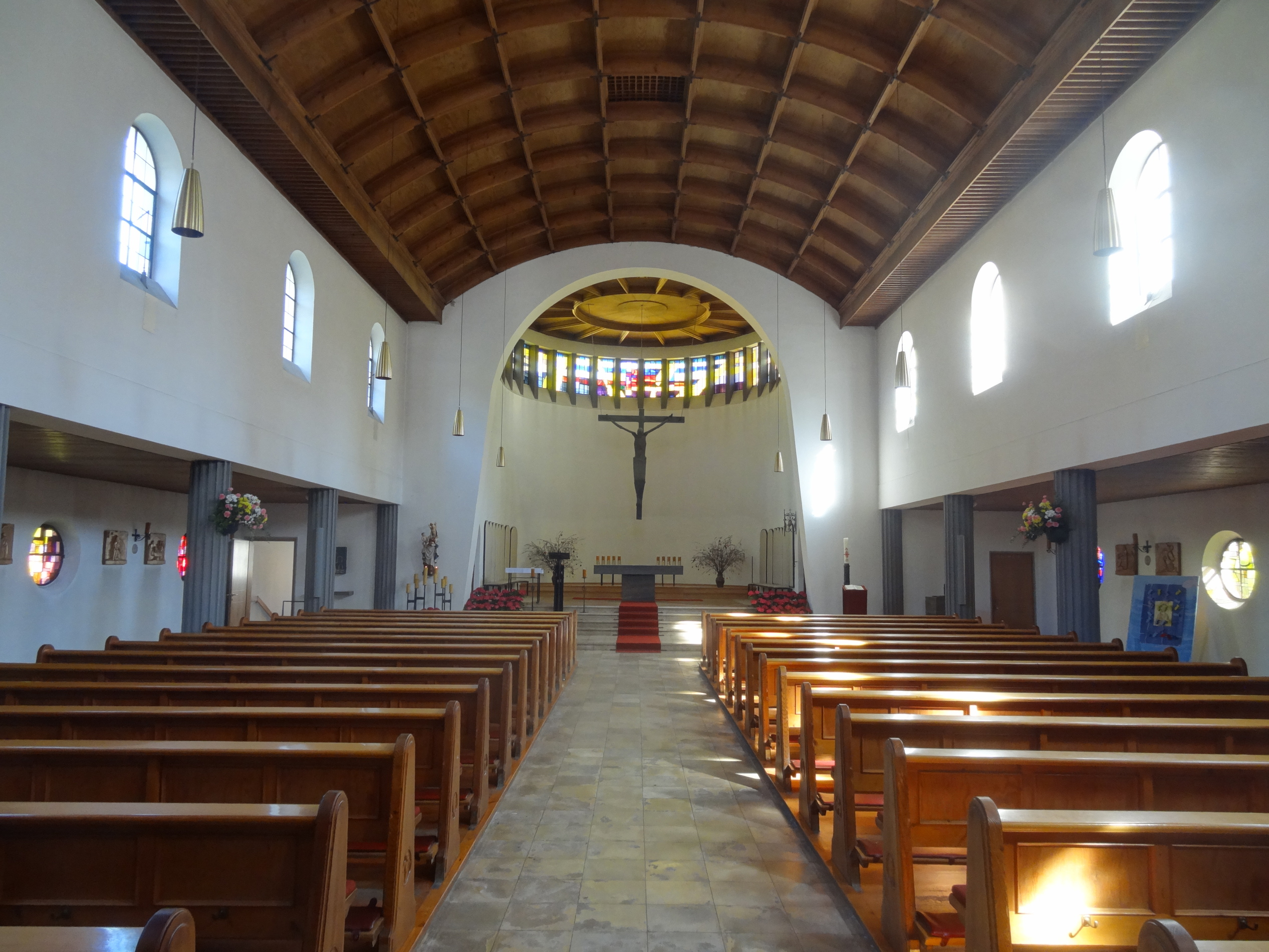
Innenraum

Die römisch-katholische Pfarrkirche St. Peter und Paul in der niederbayerischen Stadt Landshut ist ein moderner Bau in romanisierenden Formen, der im Jahr 1953 als dreischiffige Basilika nach den Plänen des Münchner Architekten Joseph Rampl errichtet wurde. Als Vorbild diente die im Zuge der Säkularisation abgebrochene Franziskaner-Klosterkirche St. Peter und Paul, die in der historischen Altstadt von Landshut, also rund zwei Kilometer westlich der heutigen Anlage, angesiedelt war. Östlich an die Kirche ist eine Art Kreuzgang angelehnt, der an den übrigen drei Seiten vom Pfarrzentrum umschlossen ist. Auch diese Anlage ist dem ehemaligen Franziskanerkloster nachempfunden. Durch ihre markante Lage an der Niedermayerstraße, einer wichtigen Ein- und Ausfallstraße im Osten Landshuts, prägt die Peter-und-Paul-Kirche einen ganzen Stadtteil, der im Wesentlichen durch den starken Zuzug in der Nachkriegszeit entstanden ist. Dieser wird heute offiziell als Stadtbezirk unter dem Namen Peter und Paul geführt.

## Beschreibung
Bei der Pfarrkirche St. Peter und Paul handelt es sich um einen nach Norden ausgerichteten Bau, der sich stilistisch am Kirchenbau der Romanik orientiert. An ein breites Mittelschiff unter einem steilen Satteldach sind zwei deutlich schmälere Seitenschiffe mit Pultdach angefügt. Der Chorraum ist in einer halbrund schließenden Apsis untergebracht. An die Südwestecke der Kirche ist ein weitgehend ungegliederter Turm mit flachem Pyramidendach angebaut.
Im Inneren präsentiert sich die Kirche trotz der verhältnismäßig geringen Fensterflächen als lichter, weiter Raum, der von einer Art Kassettendecke in Form eines flachen Tonnengewölbes überspannt wird. Ein runder Chorbogen gibt den Blick auf den um fünf Stufen erhöhten Altarraum frei. Die hölzernen Unterzüge der Decke bilden eine Sonne, an der ein überlebensgroßes Kruzifix des Münchener Bildhauers Rolf Nida-Rümelin befestigt ist. Dieses hängt somit frei über dem Zelebrationsaltar. Das Langhaus wird von einem Obergaden aus rundbogig abgeschlossenen Fenstern und einer Fensterrose oberhalb der Orgelempore beleuchtet. Außerdem befinden sich in den Seitenschiffen kleine Rundfenster, während der Chorraum sein Licht von einem Fensterband in großer Höhe bezieht. Diese farbigen Fenster, Taufstein, Ambo und das Relief auf dem Tabernakel schuf der Münchener Künstler Michael Friederichsen.

## Glocken
Aus dem Turm der Pfarrkirche St. Peter und Paul läuten vier Glocken mit der Tonfolge cis1–e1–fis1–a1, die dem sogenannten „Idealquartett“ entspricht. Sie wurden im Jahr 1955 vom Bochumer Verein gegossen. Es handelt sich um das einzige Gussstahlgeläut der Stadt Landshut.